# Aarhus V
Aarhus V, eller Aarhus Vest, er en bydel i det vestlige Aarhus bestående af Hasle med blandt andet følgende kvarterer og områder - Bispehaven, Herredsvang, Fuglebakken, Frydenlund og Møllevangen.

## Herredsvang
Herredsvang er et boligområde i det yderste af postnummer 8210, lokaliseret på kanten mellem land og by. Området er gennemskåret af Herredsvej. På den ene side af Herredsvej ligger der boligblokke opført i 1976-81.
På den anden side af Herredsvej ligger Trillegården, som er et område med 483 boliger, fordelt på
etagebyggeri, rækkehuse, gårdhavehuse og et ungdomsbolighus.
Områdets centrale samlingspunkt er Kappelvænget, hvor man finder dagligvarebutikker, Hasle bibliotek, Kulturhus Herredsvang og Helligåndskirken.
Der bor omkring 5000 i Herredsvang, hvor 50% er fra et andet land end Danmark. I alt er der i Herredsvang 69 nationaliteter.
Herredsvang har fået sit navn i 1989. I 1988 var der et samarbejde mellem AAB afd. 37 og Statsbo afd. 9 om at lave børnefestival med mere. De to afdelingsformænd, Lily Laursen (STATSBO Afd. 9) og Ellen Madsen (AAB afd. 37) syntes det ville være rart med et fællesråd for hele den almene bebyggelse i området. De indkaldte derfor de øvrige 7 afdelinger i området for at lave et Fællesråd. Dette fællesråd kaldtes ”Fællesmødet” (det skulle fortælle at man mødtes om noget fælles). Fællesmødet fik, året efter, arrangeret en slags workshop på et seminar en weekend på et hotel på Djursland. På dette seminar fik man rystet både Fagbos, Vesterbos, Ringgårdens, Aabs og Statsbos afdelinger i området sammen om et videre samarbejde der skulle munde ud i at bygge et aktivitetshus i stjerneform, ”Stjernehuset”. For at blive synlige som en enkelt enhed foreslog Ellen Madsen at man fik et navn der betegnede hele området. Det skulle være fordi man på den måde stod stærkere overfor Aarhus Kommune. Det var der enighed om var en god idé. Hun foreslog selv navnet Herredsvang. Herred, fordi Herredsvej lå som en linje midt gennem området. Vang, udsprang fra floskelen ”Danmark dejligst vang og vænge” S’et stod for samling af området.
En delegation med Finn Poulsen (Vesterbo afd. 13), Ellen Madsen (AAB,37), Kurt Vinding Jensen (AAB 35), og Lily Laursen (Statsbo afd. 9) fik foretræde for borgmesteren. Og efter besøget på borgmesterkontoret havde man tilladelsen til at kalde området Herredsvang. Det tog dog ca. 2 år inden Aarhus Kommune selv huskede hvad det var, som nu var blevet til Herredsvang.
I den forbindelse tog ”Fællesmødet” navneforandring til Herredsvang Fællesråd.

## Møllevangen
Møllevangen ligger op til Botanisk Have og Storcenter Nord og er primært et beboelseskvarter, med 4 etagers røde og gule lejlighedskomplekser. Her er dog også rækkehuse og større villakvarterer, som f.eks. Fuglebakken i den sydlige ende ved Viborgvej. Møllevangen omfatter også kvarterene Charlottehøj og Finnebyen. Der er to kirker, en skole og et plejecenter for ældre i Møllevangen.

### Charlottehøj
Charlottehøj omfatter flere typer beboelsesejendomme - herunder det røde Højhus Charlottehøj -, sportsfaciliteter til fodbold og atletik samt et stort område med kolonihaver.

### Finnebyen
For at afhjælpe bolignøden lige efter 2. verdenskrig, indkøbte kommunen 122 træhuse fra Finland og opførte Finnebyen. Kvarteret står her endnu med sine farvestrålende træhuse og er på vej mod en fredning.

### Fuglebakken
Villakvarter i den sydlige ende af Møllevangen. Her ligger også to kollegier (Tandlægekollegiet og 4. Maj Kollegiet) og Handelshøjskolen har sit hovedsæde her på hjørnet af Ringgaden og Viborgvej.

## Frydenlund
Frydenlund er, Heredsvang, Fuglebakken og Ringgården(Møllevang) slået sammen.                                                                                                                                                      
 Tekst mangler, hjælp os med at skrive teksten

## Hasle
Hasle udgør med sine 21.700 indbyggere den største del af Aarhus V og er delt op i Hasle Vest og Gamle Hasle.
Hasle Vest ligger vest for hovedvejen Viborgvej. Området var udviklet i 1954 og bygget i 1960erne. Noget af området består af parcelhuse, mens den nordlige del består af området Bispehaven, som er et socialt boligkompleks af karakteristiske høje betonblokke. Med omkring 70% er størstedelen af Bispehavens indbyggere indvandrere eller har anden etnisk baggrund. Bispehaven er en af Aarhus velkendte "ghettoer".
Gamle Hasle ligger øst for Viborgvej og består mest af parcelhuse.

## Kriminalitet
Der er for få eller ingen kildehenvisninger i dette afsnit, hvilket er et problem. Du kan hjælpe ved at angive troværdige kilder til de påstande, som fremføres.

En del af Aarhus V er lidt mere end almindeligt belastet område med mere kriminalitet end mange andre aarhusianske bydele. Det meste af Aarhus V. er nu ved at være fri for den åbenlyse kriminalitet ud over det der almindeligvis forefindes andre steder. Bydelen har i perioder været hærget af brande, blandt andet tilbage i februar 2008, hvor brande hærgede hele Vestbyen. 

## Musik og litteratur
Aarhus V er velrepræsenteret gennem dansk hiphop, da flere store musikere stammer fra eller har boet i Aarhus V. Blandt andet L.O.C., U$O og Marc Johnson, skaberne af gruppen B.A.N.G.E.R.S., som satte det vestlige Aarhus på danmarkskortet.
Andre grupper og rappere som Haven Morgan med Ham Den Lange og Kajser A eller rapperen Marwan stammer fra Aarhus V. Aarhus V  er også hjemstedet for rapgruppen 8210 (postnummeret), som stillede op i X Factor-liveshowene i 2010 efterfulgt af en anden rapgruppe der gjorde det bedre, TMT. TMT-drengene kom i semifinalen. TMT står for Too Much Trouble. Pudsigt navn for det er modsætningen der kendetegner gruppen.
Yahya Hassan debutdigtsamling fra 2013 handler om en hård opvækst i Aarhus V, og ansås af en anmelder for det første poetiske værk på perkerdansk.

## Eksterne kilder
- Wikimedia Commons har flere filer relateret til Aarhus V

|  | Denne artikel om lokaliteten Aarhus V kan blive bedre, hvis der indsættes et (bedre) billede. Du kan hjælpe ved at afsøge Wikimedia Commons for et passende billede eller lægge et op på Wikimedia Commons med en af de tilladte licenser og indsætte det i artiklen. |